# Симфония № 25 (Моцарт)
Симфония № 25 соль минор, К.183/173dB — одна из симфоний австрийского композитора Вольфганга Амадея Моцарта. Симфония была создана в октябре 1773 года, когда композитору было 17 лет, после возвращения в Зальцбург из Италии. Первоначально хранилась у Леопольда Моцарта, который был противником предания широкой известности ранних симфоний сына, однако в 1780-х годах Леопольд отослал симфонию Вольфгангу Амадею, нуждавшемуся в материале для серии концертов, при этом попытавшись стереть дату её написания.

## Состав оркестра
Партитура симфонии включает:
- 2 гобоя
- 2 фагота
- 4 валторны
- струнные

## Строение
Симфония состоит из четырёх частей:
1. Allegro con brio, соль минор
2. Andante, ми бемоль
3. Menuetto & Trio, соль минор и соль мажор соответственно
4. Allegro, соль минор

## О симфонии
Написана в тональности соль-минор (g-moll) (Моцарт создал только две минорных симфонии, вторая — Сороковая) и резко отличается от симфонических произведений композитора того периода. Многими исследователями драматичный характер музыки симфонии связывается с влиянием движения «Буря и натиск».
«Синкопы, резкие контрасты нюансов и темпов, тремоло струнных — все это способствует напряженности и драматизму. Примечателен духовой состав оркестра — два гобоя, две пары валторн, два фагота. Последние нежно перекликаются со струнными в безмятежной второй части, написанной в духе Гайдна. Трио менуэта — яркий пример ранней моцартовской harmoniemusik, отсылающей к его дивертисментам для шести духовых инструментов. Тема финала напоминает не то моравский танец, не то фрейлехс, и снова возвращается бурный драматический характер первой части» (гобоист Филипп Нодель)

## Факты
- Симфония № 25 является первой композицией, звучащей в фильме Милоша Формана «Амадей».
- Предполагается[кем?], что симфония была вдохновлена симфонией № 39 Йозефа Гайдна, также написанной в тональности соль минор.